# 孫晷
孫 晷（そん き、生没年不詳）は、中国晋代の名士。字は文度。揚州呉郡富春県の人。呉の孫権の弟の孫匡の末裔で、孫秀の曾孫にあたる。母は薛兼の娘。妻は虞預（虞翻の曾孫）の娘。

## 生涯
孫晷は幼い頃は怒られる事のない子供だった。顧栄は孫晷の行いを見てこれを褒め、孫晷の母方の祖父の薛兼に、「この子は神のように明らかで清らかで審らかであり、志や気が正しく立っており、非常なる子である」と賞賛した。
成長するに及び、慎み深く孝行し清廉で約束を固く守り、道理に沿った学識を持ち、それぞれ一人で暗闇の中にあっても、忍耐強く悪に傾くことを望まなかった。
孫晷の家は呉の宗室に連なる高貴な家柄の為、とても裕福であったが、孫晷は常に木綿の服を着て粗食に努め、みずから田畑を耕し、詩歌を詠誦するのをやめず、こころ愉快に独りで楽しんだ。孫晷の父母は心配し、孫晷に貴族のような楽な生活をさせたがったが、孫晷は朝早く起き夜遅くまで勤め、少しも怠惰な生活をすることが無かった。孫晷の父母がぜいたくな生活をし、たとえ孫晷の兄たちが両親に食物や金品の贈り物をしても、孫晷は両親の側を離れず世話をする生活をやめなかった。
富春県は車道が少なく、住民は移動するのには主に河川を使っていたが、孫晷の父は風波が苦手だったので、毎回外出する時は父を駕籠に乗せ、孫晷みずから駕籠を担いで父の身の世話をしたが、父が駕籠から出るような場所では、門外の樹の下や垣根の間に隠れ、父親からは気付かれないようにした。孫晷の兄がかつて長年にわたり重病に罹ったとき、孫晷みずから兄の側に侍り、薬石を調合して味見をし、心と目のすべてを尽くして、山や川を歩き回り、兄の病気の回復を祈った。
孫晷は人の善行を聞くことがあるととても喜びを得て、人の悪行を聞くことがあればいたく悲しんだ。飢えや寒さに苦しんでいる人がいれば、普通にこれを助け、その人が住む郷里に贈り物をし、一切の返礼を受けなかった。孫晷の親戚や知人の中には、貧しい者や老人が何人かいて、常に孫晷の家を訪れては物品を要求したりし、これを侮り嫌がる人が多いのを孫晷は見た。孫晷の彼らへの敬意や歓迎度は並々ならぬもので、寒いときは一緒に寝、食事をするときは同じ食器を用い、あるいは服を脱いで彼らに与えて境遇を憐れんだ。
時に穀物が不作で高価な年があり、孫晷の田畑の未熟な稲を勝手に刈る者がいた。孫晷はこれを見つけると見つからないように隠れ、その者が去ると、孫晷はみずから稲を刈って、その者に刈った稲を贈った。孫晷の郷里の者は深く恥じ入り、以後孫晷の田畑を荒らす者は居なくなった。
会稽郡の虞喜（虞察の子）は海辺に隠居しており、高士として名高かった。孫晷は虞喜の徳を敬い、虞喜の弟の虞預の娘を娶った。虞喜は姪に華やかさを棄て素朴を尊ぶよう戒め、孫晷を同志とした。時に人々は孫晷の夫婦を梁鴻夫婦と呼んだ。済陽郡の江淳は幼少の頃から高尚で気高さを持っており、孫晷は江淳の人より優れた学問の知識や日頃の行いを聞き、みずから江淳に会いに江淳が隠棲している東陽山まで行き、初めて対面したのに、すぐに一日中親しげに談話や宴食をし、旧友の如く友情を結んで別れた。
司空の何充が揚州を治めたとき、孫晷を主簿に招聘し、司徒の蔡謨もまた孫晷を掾属に招聘したが、孫晷はどちらの官も就かなかった。尚書の経国明が、州民のたっての希望と称して、孫晷を上表して推薦し、公車で孫晷を迎えに行かせた。しかしちょうどその頃孫晷は38歳で亡くなり、官民すべて孫晷の死を悼み悲しんだ。孫晷の亡骸を棺に入れる前に、一人の名前の知らない身なりの粗末な老人が孫晷の家を訪れ、孫晷の亡骸を棺に納めて慟哭し、その悲しみ嘆く様子を見て、周りの者で感涙しない者はなかった。その老人が家を出たとき、その老人の容貌はとても清らかで、その眼瞳は四角であった。孫晷の門人が老人の容貌が怪異なことに気付き、このことを喪主に告げ、皆でその老人を探したが、その老人は既に立ち去っており誰も見かけなかった。同郡の顧和ら百余人がこの老人の怪異な姿を目撃していたが、誰もこの老人が誰なのか最後までわからなかったという。